# 約拿坦·戴維斯
約拿坦·戴維斯（英語：Jonathan Davies；1988年4月5日—）是一位威爾斯橄欖球運動員。他是威爾斯國家橄欖球隊的一員，代表威爾斯參加了2011年世界盃橄欖球賽。